# 鏡泊路駅
鏡泊路駅（きょうはくろえき、中国語: 镜泊路站）は、中華人民共和国黒龍江省哈爾濱市香坊区にある駅。

## 利用可能な鉄道路線
- ハルビン地下鉄
  - ハルビン地下鉄1号線

## 歴史
- 2019年4月10日 開業[1]。